# Горка (Самойловское сельское поселение)
Горка — деревня в Самойловском сельском поселении Бокситогорского района Ленинградской области.

## История
ГОРКА — деревня Горского общества, прихода села Никола.
Крестьянских дворов — 25. Строений — 32, в том числе жилых — 27.
 Кожевенный завод, 3 водяные мельницы, 3 мелочные лавки и питейное заведение. Жители занимаются рубкой, возкой и сплавом леса. 

Число жителей деревни по семейным спискам 1879 г.: 67 м. п., 73 ж. п.; по приходским сведениям 1879 г.: 76 м. п., 71 ж. п.

Сборник Центрального статистического комитета описывал её так:

ГОРКА — деревня бывшая государственная, дворов — 23, жителей — 138; три лавки, три мельницы. (1885 год)

В конце XIX — начале XX века деревня административно относилась к Деревской волости 5-го земского участка 3-го стана Тихвинского уезда Новгородской губернии.

ГОРКА — деревня Горского общества, число дворов — 39, число домов — 55, число жителей: 105 м. п., 107 ж. п.; Занятия жителей: земледелие. Река Тихвинка и колодец. Хлебозапасный магазин, 4 мелочные лавки, кожевня и мельница. (1910 год)

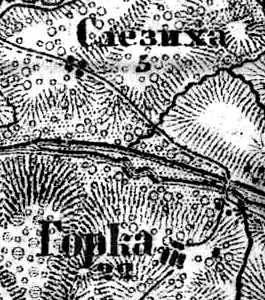
Деревня Горка на карте 1917 года

Согласно карте Новгородской губернии 1917 года, деревня насчитывала 22 крестьянских двора.
С 1917 по 1918 год деревня входила в состав Деревской волости Тихвинского уезда Новгородской губернии.
С 1918 года, в составе Череповецкой губернии.
С 1924 года, в составе Пикалёвской волости.
С 1927 года, в составе Окуловского сельсовета Пикалёвского района.
В 1928 году население деревни составляло 310 человек.
С 1931 года, в составе Ефимовского района.
По данным 1933 года деревня Горка входила в состав Окуловского сельсовета Ефимовского района.
С 1952 года, в составе Бокситогорского района.
С 1963 года, вновь в составе Ефимовского района.
С 1965 года вновь в составе Бокситогорского района. В 1965 году население деревни составляло 53 человекf.
По данным 1966 и 1973 годов деревня Горка также входила в состав Окуловского сельсовета.
По данным 1990 года деревня Горка входила в состав Самойловского сельсовета.
В 1997 году в деревне Горка Самойловской волости проживали 8 человек, в 2002 году — 7 (все русские).
В 2007 году в деревне Горка Самойловского СП проживали 6 человек, в 2010 году — 8.

## География
Деревня расположена в северо-западной части района на автодороге Слизиха — Михалёво.
Расстояние до административного центра поселения — 27 км.
Расстояние до ближайшей железнодорожной станции Ефимовская на линии Волховстрой I — Вологда — 20 км. 
Деревня находится на левом берегу реки Тихвинки.

## Демография
| 1997 | 2002 | 2007 | 2010 | 2017 |
| ---- | ---- | ---- | ---- | ---- |
| 8    | ↘7   | ↘6   | ↗8   | ↘3   |